# LB배지

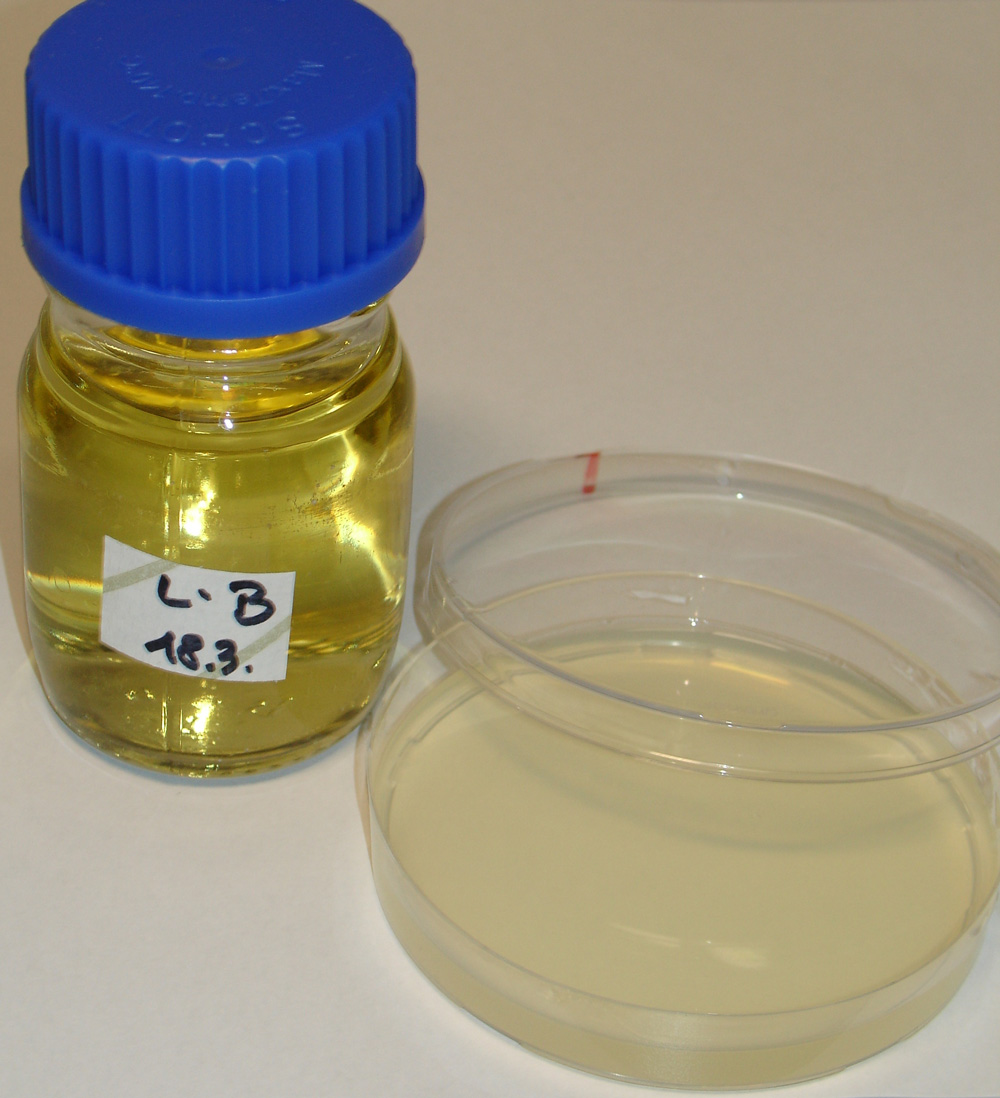
LB배지와 LB 한천 플레이트

LB배지(Luria-Bertani broth)는 박테리아 성장에 주로 사용되는 배지이다.

## 제작 및 성분
효모로부터 추출되어 미생물이 생장하는데에 필요한 여러 가지 영양물질이 함유된 효모 추출물, 우유단백질인 카세인을 분해하여 단백질 공급원이 되는 Tryptone, 배양할 세포가 삼투에 의하여 터지지 않도록 해주는 염화 나트륨을 첨가하여 만든다. 액체배지, 고체배지로 모두 가능하며 고체배지로 만들경우 한천을 첨가하여 만든다.

## LA배지
LB배지 조성에 추가로 암피실린이라는 항생제를 첨가하여 LA배지를 만든다. 이는 형질전환(Transformation) 실험시 원하는 Plasmid가 삽입된 세포를 Selection하는데 사용될 수 있다.

### 형질전환
형질전환 시에 사용할 Plasmid Vector에 Ampicillin에 저항성을 갖는 유전자가 들어있는데, 이러한 Vector를 형질전환할 세포와 함께 섞어둔 후 Vector가 세포 안에 들어갈 수 있도록 유도하는 과정을 거친다. 성공적으로 Vector를 받아들인 세포는 항생제인 Ampicillin에 저항성을 갖게 된다. 하지만 형질전환시 모든 세포가 Vector를 세포 내에 갖고 있는 것이 아니므로, Vector가 성공적으로 들어간 세포를 따로 분리할 필요가 있다. 그래서 형질전환 과정을 거친 세포를 Ampicillin이 들어있는 LA배지에서 배양한다. 이렇게 하여 세포 내에 Vector가 없어 Ampicillin 저항성 유전자가 없는 세포는 죽고, 세포 내에 Vector가 있어 Ampicillin 저항성 유전자를 가진 세포만이 Colony로 나타난다.
이를 통해 LA배지에서 자란 세포들은 Ampicillin 저항성 유전자(AmpR)가 삽입된 Vector를 갖고 있고, 의도한 형질전환에 성공했다고 볼 수 있다.

## 같이 보기
- 배지
- 형질전환